# Deutscher Go-Bund
Der Deutsche Go-Bund e.V. (DGoB) ist die Dachorganisation der Gospieler in Deutschland. Er ist der Dachverband für 12 Landesverbände, die wiederum insgesamt mehr als 2000 Mitglieder haben (Stand: 2024). Der DGoB ist Mitglied in der Europäischen Go-Föderation (EGF).

## Geschichte
Nach einer ersten Gründung 1937 als nicht eingetragener Verein wurde der DGoB am 30. Dezember 1958 neu gegründet. Zunächst waren die Gospieler selbst Mitglied. Der erste Verein, der Mitglied im DGoB wurde, war der Berliner Go-Club. Aufgrund von Stimmrechtsregelungen erlangte der Berliner Go-Club eine bestimmende Mehrheit im DGoB, was zu Unstimmigkeiten führte. Weitere Landesverbände gründeten sich und die Fortsetzung des DGoB war fraglich. Auf der Delegiertenversammlung 1966 stimmten die Landesverbände für die Fortsetzung des DGoB als Dachverband und wählten Karl-Ernst Paech zum Präsidenten.
| Präsident        | Amtszeit  |
| ---------------- | --------- |
| A. Struck        | 1958–1965 |
| Karl-Ernst Paech | 1966-1982 |
| Martin Stiassny  | 1982–1989 |
| Thomas Pfaff     | 1989–1993 |
| Winfried Dörholt | 1993–2000 |
| Martin Stiassny  | 2000–2004 |
| Bernhard Kraft   | 2004–2007 |
| Michael Marz     | 2007–2021 |
| Jenny Dittmann   | 2021–2023 |
| Antonius Claasen | 2023–2024 |
| Kai Meemken      | seit 2024 |

## Aktivitäten
Der DGoB organisiert jährliche Meisterschaften, Jugendmeisterschaften, Damenmeisterschaften, Paar-Go-Meisterschaften, die deutsche Jugendliga sowie die Go-Bundesliga. Mitglieder der Landesverbände erhalten sechsmal im Jahr die Deutsche Go-Zeitung mit Informationen zum Go-Leben in Deutschland, Europa und Ost-Asien.
Der DGoB ist auch für die Aufstellung von Nationalmannschaften und die Entsendung von Spielern zu internationalen Turnieren zuständig. Die deutsche Nationalmannschaft spielt derzeit (2024) in der A-Liga der Pandanet Go European Team Championship des EGF. Die deutsche Jugendnationalmannschaft erreichte bei der ersten European Youth Go Team Championship 2014/15 (organisiert von der EGF) den zweiten Platz hinter Russland.